# Consell de la Generalitat Valenciana a la I Legislatura
El Consell de la Generalitat Valenciana en el període 1983-1987, correspon a la I legislatura del període democràtic. És el primer govern després de les eleccions de 1983, si bé va estar precedit pel govern de la Generalitat provisional, conegut també com a Consell del País Valencià que, presidit per Josep Lluís Albiñana, va preparar les primeres eleccions a les Corts Valencianes (1983).

## Estructura del Consell
| President: Joan Lerma i Blasco (PSPV-PSOE) |

| Conselleries                            | Titulars                                    | Titulars                                 |
| --------------------------------------- | ------------------------------------------- | ---------------------------------------- |
| Conselleries                            | 28 de juny de 1983                          | 24 de juliol 1985                        |
| Vicepresident                           | Felipe Guardiola Sellés (PSPV-PSOE)         | Felipe Guardiola Sellés (PSPV-PSOE)      |
| Presidència                             | Rafael Blasco Castany (PSPV-PSOE)           | Dissolta                                 |
| Economia i Hisenda                      | Antonio Birlanga Casanova (PSPV-PSOE)       | Antonio Birlanga Casanova (PSPV-PSOE)    |
| Governació                              | Felipe Guardiola Sellés (PSPV-PSOE)         | Dissolta                                 |
| Administració Pública                   | No existeix                                 | Vicent Soler i Marco (PSPV-PSOE)         |
| Obres Públiques, Urbanisme i Transports | Vicente Llombart Rosa (PSPV-PSOE)           | Rafael Blasco Castany (PSPV-PSOE)        |
| Cultura, Educació i Ciència             | Ciprià Ciscar i Casaban (PSPV-PSOE)         | Ciprià Ciscar i Casaban (PSPV-PSOE)      |
| Sanitat, Treball i Seguretat Social     | Miguel Ángel Millana Sansaturio (PSPV-PSOE) | Dissolta                                 |
| Sanitat i Consum                        | No existeix                                 | Joaquín Colomer Sala (PSPV-PSOE)         |
| Treball i Seguretat Social              | No existeix                                 | Miguel Doménech Pastor (PSPV-PSOE)       |
| Indústria, Comerç i Turisme             | Segundo Bru Parra (PSPV-PSOE)               | Segundo Bru Parra (PSPV-PSOE)            |
| Agricultura, Pesca i Alimentació        | Luis Font de Mora Montesinos (PSPV-PSOE)    | Luis Font de Mora Montesinos (PSPV-PSOE) |